# Thomas Demol
Thomas Demol (11 mei 1998) is een Belgisch voetballer die sinds 2020 uitkomt voor FC Flénu. Hij is de zoon van Laurent Demol.

## Carrière
Demol is een jeugdproduct van Royal Excel Moeskroen. Op 20 mei 2017 speelde hij zijn eerste officiële wedstrijd in het eerste elftal van de club: in de Play-off 2-wedstrijd tegen KV Kortrijk mocht hij in de 81e minuut invallen voor Fabrice Olinga. Een verdere doorbraak kon hij echter niet forceren op Le Canonnier, waarop hij in 2018 voor de Griekse derdeklasser Pamisos Messini tekende. Een jaar later keerde hij terug naar België, waar hij voor RE Acren ging spelen. Sinds 2020 speelt hij voor FC Flénu.